# Northwest Slope (Dakota del Norte)
Northwest Slope es un territorio no organizado ubicado en el condado de Slope en el estado estadounidense de Dakota del Norte. En el Censo de 2010 tenía una población de 51 habitantes y una densidad poblacional de 0,1 personas por km².

## Geografía
Northwest Slope se encuentra ubicado en las coordenadas 46°33′22″N 103°36′32″O / 46.55611, -103.60889. Según la Oficina del Censo de los Estados Unidos, Northwest Slope tiene una superficie total de 507 km², de la cual 503.33 km² corresponden a tierra firme y (0.72%) 3.68 km² es agua.

## Demografía
Según el censo de 2010, había 51 personas residiendo en Northwest Slope. La densidad de población era de 0,1 hab./km². De los 51 habitantes, Northwest Slope estaba compuesto por el 100% blancos, el 0% eran afroamericanos, el 0% eran amerindios, el 0% eran asiáticos, el 0% eran isleños del Pacífico, el 0% eran de otras razas y el 0% pertenecían a dos o más razas. Del total de la población el 0% eran hispanos o latinos de cualquier raza.